# Jean-François Roussin (homme politique)
Pour les articles homonymes, voir Roussin.
Pour le cartographe français, voir Jean-François Roussin.
Jean-François Roussin est un homme politique français né le 6 mars 1765 à Rennes (Ille-et-Vilaine) et mort le 29 juin 1844 au château de Keraval en Plomelin (Finistère).

## Biographie
Fils de Luc Guillaume Gilles Roussin, docteur en médecine agrégé au collège de Rennes, et de Françoise Loysel de Laquinière, 
Inspecteur de l'enregistrement, il est député du Finistère de 1816 à 1820, siégeant à droite, dans la majorité soutenant les gouvernements de la Restauration. 
Devenu directeur de l'Enregistrement et des Domaines à Nantes, il est fait chevalier de la Légion d'honneur le 30 mai 1837.
Il est le père du peintre Victor-Marie Roussin et le grand-père du député Étienne Roussin.

## Sources
- « Jean-François Roussin (homme politique) », dans Adolphe Robert et Gaston Cougny, Dictionnaire des parlementaires français, Edgar Bourloton, 1889-1891 [détail de l’édition]